# Thomas Bertram
Thomas Bertram (* 16. August 1964) ist ein deutscher ehemaliger Fußballspieler. Von 1987 bis 1988 spielte er für den FC Rot-Weiß Erfurt in der DDR-Oberliga, der höchsten Liga im DDR-Fußball.

## Sportliche Laufbahn
Als die Betriebssportgemeinschaft BSG Robotron Sömmerda 1987 zum dritten Mal in ihrer Geschichte in die zweitklassige DDR-Liga aufstieg, gehörte zur erfolgreichen Mannschaft auch der 22-jährige Abwehrspieler Thomas Bertram. Von der fuwo wurde er zum Saisonschluss als Stammspieler der BSG auf der Position des linken Verteidigers benannt. In seiner ersten DDR-Liga-Saison bestritt er für Sömmerda auf seiner Stammposition die ersten zwölf Punktspiele und erzielte am 8. Spieltag sein erstes Tor im höherklassigen Fußball.
Als beim Oberligisten FC Rot-Weiß Erfurt im November 1987 mehrere Stammspieler ausgefallen waren, veranlasste der Fußballclub den Wechsel von Bertram in die eigenen Reihen. In den 17 ausstehenden Oberligaspielen wurde er in zwölf Begegnungen auf unterschiedlichen Abwehrpositionen eingesetzt. Für die Saison 1988/89 nominierte der FC Rot-Weiß Bertram erneut für die Oberligamannschaft, doch kam dieser nur noch zum Saisonbeginn in der Oberliga dreimal zum Einsatz (ein Spiel nur als Einwechsler). Im Oktober 1988  wurde Bertram wieder zur BSG Robotron zurück delegiert.
Für die BSG bestritt Bertram vom 10. DDR-Liga-Spieltag bis zum Saisonende 19 Punktspiele, zunächst als linker Verteidiger, in der Hinrunde hauptsächlich als Libero. Für die Spielzeit 1989/90 hatte robotron Sömmerda Bertram wieder als Verteidiger vorgesehen. Er bestritt jedoch nur das erste Punktspiel, bei dem er sich bereits in der 38. Minute so schwer verletzte, dass er in dieser Saison nicht mehr eingesetzt werden konnte. 1990/91 – die BSG war wendebedingt in den FSV soemtron umgewandelt worden – wurde Bertram vom 4. bis 10. Spieltag regelmäßig in den Punktspielen der neu eingeführten drittklassigen Oberliga Nordost in der Abwehr eingesetzt. In der Saisonrückrunde kam er in weiteren acht Ligaspielen zum Einsatz, fehlte aber in fünf Begegnungen. Zweimal war er als Torschütze erfolgreich.
Im weiteren Verlauf seiner Karriere kam Thomas Bertram im höherklassigen Fußball nicht mehr zum Zuge.